# Kurixalus carinensis
Kurixalus carinensis é uma espécie de anfíbio da família Rhacophoridae.
Pode ser encontrada nos seguintes países: Myanmar, Tailândia e Vietname.
Os seus habitats naturais são: regiões subtropicais ou tropicais húmidas de alta altitude.
Está ameaçada por perda de habitat.